# NBA-Draft 2002
Der NBA-Draft 2002 wurde am 26. Juni 2002 in New York City durchgeführt. In zwei Runden wurden jeweils 29 Spieler von NBA-Teams ausgewählt. Allerdings mussten die Minnesota Timberwolves auf ihre Erstrundenwahl verzichten, da sie gegen NBA-Salary-Cap-Regeln verstoßen hatten.
An erster Stelle wurde der Chinese Yao Ming von den Houston Rockets ausgewählt.

## Runde 1
| Pick | Spieler                     | Nationalität        | NBA Team                                     | vorheriges Team/College                      |
| ---- | --------------------------- | ------------------- | -------------------------------------------- | -------------------------------------------- |
| 1    | Yao Ming (C)                | Volksrepublik China | Houston Rockets                              | Shanghai Sharks (China)                      |
| 2    | Jay Williams (PG)           | Vereinigte Staaten  | Chicago Bulls                                | Duke University                              |
| 3    | Mike Dunleavy Jr. (SF/SG)   | Vereinigte Staaten  | Golden State Warriors                        | Duke University                              |
| 4    | Drew Gooden (PF)            | Vereinigte Staaten  | Memphis Grizzlies                            | University of Kansas                         |
| 5    | Nikoloz Tskitishvili (C/PF) | Georgien            | Denver Nuggets                               | Benetton Treviso (Italien)                   |
| 6    | Dajuan Wagner (SG)          | Vereinigte Staaten  | Cleveland Cavaliers                          | University of Memphis                        |
| 7    | Nenê (PF/C)                 | Brasilien           | New York Knicks                              | CR Vasco da Gama (Brasilien)                 |
| 8    | Chris Wilcox (PF/C)         | Vereinigte Staaten  | Los Angeles Clippers (von Atlanta Hawks)     | University of Maryland, College Park         |
| 9    | Amar'e Stoudemire (PF)      | Vereinigte Staaten  | Phoenix Suns                                 | Cypress Creek High School (Orlando, Florida) |
| 10   | Caron Butler (SF)           | Vereinigte Staaten  | Miami Heat                                   | University of Connecticut                    |
| 11   | Jared Jeffries (PF)         | Vereinigte Staaten  | Washington Wizards                           | Indiana University Bloomington               |
| 12   | Melvin Ely (PF/C)           | Vereinigte Staaten  | Los Angeles Clippers                         | California State University, Fresno          |
| 13   | Marcus Haislip (PF)         | Vereinigte Staaten  | Milwaukee Bucks                              | University of Tennessee                      |
| 14   | Fred Jones (SG)             | Vereinigte Staaten  | Indiana Pacers                               | University of Oregon                         |
| 15   | Boštjan Nachbar (SF)        | Slowenien           | Houston Rockets (von Toronto Raptors)        | Benetton Treviso (Italien)                   |
| 16   | Jiří Welsch (SF/SG)         | Tschechien          | Philadelphia 76ers                           | KK Olimpija Ljubljana (Slowenien)            |
| 17   | Juan Dixon (PG)             | Vereinigte Staaten  | Washington Wizards (von New Orleans Hornets) | University of Maryland, College Park         |
| 18   | Curtis Borchardt (C)        | Vereinigte Staaten  | Orlando Magic                                | Stanford University                          |
| 19   | Ryan Humphrey (PF)          | Vereinigte Staaten  | Utah Jazz                                    | University of Notre Dame                     |
| 20   | Kareem Rush (SG)            | Vereinigte Staaten  | Toronto Raptors (von Seattle SuperSonics)    | University of Missouri, Columbia             |
| 21   | Qyntel Woods (SF)           | Vereinigte Staaten  | Portland Trail Blazers                       | Northeast Mississippi Community College      |
| 22   | Casey Jacobsen (SG)         | Vereinigte Staaten  | Phoenix Suns (von Boston Celtics)            | Stanford University                          |
| 23   | Tayshaun Prince (SF)        | Vereinigte Staaten  | Detroit Pistons                              | University of Kentucky                       |
| 24   | Nenad Krstić (C)            | BR Jugoslawien      | New Jersey Nets                              | KK Partizan Belgrad (Serbien-Montenegro)     |
| 25   | Frank Williams (PG)         | Vereinigte Staaten  | Denver Nuggets (von Dallas Mavericks)        | University of Illinois at Urbana-Champaign   |
| 26   | John Salmons (SG)           | Vereinigte Staaten  | San Antonio Spurs                            | University of Miami                          |
| 27   | Chris Jefferies (SF)        | Vereinigte Staaten  | Los Angeles Lakers                           | California State University, Fresno          |
| 28   | Dan Dickau (PG)             | Vereinigte Staaten  | Sacramento Kings                             | Gonzaga University                           |

## Runde 2
| Pick | Spieler                  | Nationalität       | NBA Team                                     | vorheriges Team/College                    |
| ---- | ------------------------ | ------------------ | -------------------------------------------- | ------------------------------------------ |
| 29   | Steve Logan (PG)         | Vereinigte Staaten | Golden State Warriors                        | University of Cincinnati                   |
| 30   | Roger Mason, Jr. (SG)    | Vereinigte Staaten | Chicago Bulls                                | University of Virginia                     |
| 31   | Robert Archibald (PF)    | Schottland         | Memphis Grizzlies                            | University of Illinois at Urbana-Champaign |
| 32   | Vincent Yarbrough (SF)   | Vereinigte Staaten | Denver Nuggets                               | University of Tennessee                    |
| 33   | Dan Gadzuric (C)         | Niederlande        | Milwaukee Bucks (von Houston Rockets)        | University of California, Los Angeles      |
| 34   | Miloš Vujanić (PG)       | BR Jugoslawien     | New York Knicks                              | KK Partizan Belgrad (Jugoslawien)          |
| 35   | Carlos Boozer (PF)       | Vereinigte Staaten | Cleveland Cavaliers                          | Duke University                            |
| 36   | David Andersen (C)       | Australien         | Atlanta Hawks                                | Fortitudo Bologna (Italien)                |
| 37   | Tito Maddox (PG)         | Vereinigte Staaten | Houston Rockets                              | California State University, Fresno        |
| 38   | Rod Grizzard (SG)        | Vereinigte Staaten | Washington Wizards (von Phoenix Suns)        | University of Alabama                      |
| 39   | Juan Carlos Navarro (SG) | Spanien            | Washington Wizards                           | FC Barcelona (Spanien)                     |
| 40   | Mario Kasun (C)          | Kroatien           | Los Angeles Clippers                         | Opel Skyliners Frankfurt (Deutschland)     |
| 41   | Ronald Murray (SG)       | Vereinigte Staaten | Milwaukee Bucks                              | Shaw University                            |
| 42   | Jason Jennings (C)       | Vereinigte Staaten | Portland Trail Blazers (von Toronto Raptors) | Arkansas State University                  |
| 43   | Lonny Baxter (PF)        | Vereinigte Staaten | Chicago Bulls (von Indiana Pacers)           | University of Maryland, College Park       |
| 44   | Sam Clancy (PF)          | Vereinigte Staaten | Philadelphia 76ers                           | University of Southern California          |
| 45   | Matt Barnes (SF)         | Vereinigte Staaten | Memphis Grizzlies (von Orlando Magic)        | University of California, Los Angeles      |
| 46   | Jamal Sampson (C)        | Vereinigte Staaten | Utah Jazz                                    | University of California, Berkeley         |
| 47   | Chris Owens (PF)         | Vereinigte Staaten | Milwaukee Bucks (von New Orleans Hornets)    | University of Texas at Austin              |
| 48   | Peter Fehse (PF)         | Deutschland        | Seattle SuperSonics                          | SV Halle (Deutschland)                     |
| 49   | Darius Songaila (PF)     | Litauen            | Boston Celtics                               | Wake Forest University                     |
| 50   | Federico Kammerichs (SF) | Argentinien        | Portland Trail Blazers                       | CD Ourense (Spanien)                       |
| 51   | Marcus Taylor (PG)       | Vereinigte Staaten | Minnesota Timberwolves                       | Michigan State University                  |
| 52   | Rasual Butler (SF)       | Vereinigte Staaten | Miami Heat                                   | La Salle University                        |
| 53   | Tamar Slay (SG)          | Vereinigte Staaten | New Jersey Nets                              | Marshall University                        |
| 54   | Mladen Šekularac (SG)    | BR Jugoslawien     | Dallas Mavericks                             | FMP Železnik Belgrad (Jugoslawien)         |
| 55   | Luis Scola (PF)          | Argentinien        | San Antonio Spurs (von Los Angeles Lakers)   | TAU Cerámica (Spanien)                     |
| 56   | Randy Holcomb (PF)       | Vereinigte Staaten | San Antonio Spurs                            | San Diego State University                 |
| 57   | Corsley Edwards (PF)     | Vereinigte Staaten | Sacramento Kings                             | Central Connecticut State University       |

## Ungedraftete Spieler
- J. R. Bremer (PG,  Vereinigte Staaten), St. Bonaventure University
- Devin Brown (SG,  Vereinigte Staaten), University of Texas at San Antonio
- Reggie Evans (PF,  Vereinigte Staaten), University of Iowa
- Udonis Haslem (PF,  Vereinigte Staaten), University of Florida
- Immanuel McElroy (SG/PG,  Vereinigte Staaten), University of Cincinnati
- Keith McLeod (PG,  Vereinigte Staaten), Bowling Green State University
- Jannero Pargo (PG,  Vereinigte Staaten), University of Arkansas
- Smush Parker (PG,  Vereinigte Staaten), Fordham University